# آن هنريتا مارتن
كانت آن هنريتا مارتن (بالإنجليزية: Anne Henrietta Martin)‏ (ولدت يوم 30 سبتمبر 1875 في إمباير سيتي، نيفادا - توفيت يوم 15 أبريل 1951 في كارميل، كاليفورنيا) (اسمها المستعار: آن أوهارا؛ كنيتها: الحاكمة الصغيرة آن)، مدافعة عن حق المرأة في التصويت وسلامية ومؤلفة من ولاية نيفادا. كان إنجازها الرئيسي تولي مسؤولية تشريعات الولاية التي منحت نساء نيفادا الحق في التصويت. كانت أول رئيسة لقسم التاريخ بجامعة نيفادا (1897-1901) وكانت نشطة في حركة الدفاع عن حق المرأة في الاقتراع في إنجلترا في 1909-1911، حيث عملت مع إميلين بانكيرست. كانت رئيسة جمعية المساواة في حق الانتخاب في عام 1912، وأول رئيسة وطنية للحزب الوطني للمرأة في عام 1916. كانت أول امرأة تترشح لمجلس الشيوخ الأمريكي. خسرت مرتين في 1918 و 1920.

## السنوات الأولى من حياتها
كانت مارتن ابنة ويليام أوهارا مارتن، وهو عضو في مجلس الشيوخ عن ولاية نيفادا ويعود لأصل أيرلندي، أما والدتها لويز ستادتمولر مارتن، فهي من أصول بافارية. التحقت بمدرسة بيشوب ويتاكر للبنات في رينو. التحقت آن بعد ذلك بجامعة نيفادا (1891-1894)، حيث حصلت على شهادة في التاريخ. حصلت على بكالوريوس ثان في عام 1896 وماجستير في التاريخ عام 1897 من جامعة ستانفورد.

## سيرتها المهنية
أسست مارتن قسم التاريخ بجامعة نيفادا في عام 1897. غادرت للدراسة في جامعة كولومبيا وفي كلية تشيس للفنون وجامعة لندن وجامعة لايبزيغ بعد عامين من العمل في القسم. لكنها عادت إلى هذا الأخير في عام 1901-1903. أثناء إجازتها من الجامعة، أوصت مارتن مجلس الجامعة باستبدالها بـجين وير التي كانت قد أنهت للتو شهادتها، وهي صديقة لها من ستانفورد.
عادت مارتن من أوروبا عام 1901 لحضور جنازة والدها. لقد أعطتها وفاة والدها إلهامًا كبيرًا، «صنعت مني فجأة نسوية! لقد وجدت أنني واقفة لوحدي في عائلتي ضد عالم يسيطر عليه الرجال». سافرت مارتن إلى أوروبا وآسيا وشهدت ثورة المرأة في إنجلترا بين عامي 1909 و 1911، وأصبحت اشتراكية فابية، بالإضافة إلى كتابتها قصصًا قصيرة ومقالات سياسية، ونشرها تحت اسم آن أوهارا في بعض الأحيان. قُبض على مارتن في عام 1910 بسبب قضية محاولة منح المرأة البريطانية حق التصويت. أرسلت صديقتها لو هنري هوفر، زوجها هربرت هوفر من ستانفورد، لدفع كفالة مارتن، لكن كان فريدريك بيثيك لورانس قد تكفل بالأمر بالفعل.
بعد عودتها إلى نيفادا في خريف عام 1911، أصبحت مارتن رئيسة جمعية المساواة في حق الانتخاب في نيفادا في فبراير 1912، ونظمت حملة في الأماكن الصحراوية ذات الكثافة السكانية القليلة لإقناع الناخبين الذكور بحق المرأة في التصويت في 3 نوفمبر 1914. أدى هذا النجاح إلى تمثيلها للحركة الوطنية كمتحدثة وعضو في اللجنة التنفيذية للجمعية الوطنية الأمريكية للمطالبة بحق المرأة في الاقتراع واتحاد الدفاع عن حق المرأة في التصويت. ساعدت مارتن في تنظيم عملية تحدي النساء الناخبات في الغرب للديمقراطيين عام 1916. كانت واحدة من الحراس الصامتين والنساء التابعات للحزب الوطني للمرأة، اللاتي اخترن التظاهر أمام البيت الأبيض في 14 يوليو 1917 من أجل المناشدة بحق المرأة في التصويت ما تسبب في اعتقالهن؛ ونتيجة لذلك، حُكم على مارتن بالسجن في إصلاحية أوكوان ولكن عُفي عنها بعد أقل من أسبوع من قبل الرئيس وودرو ويلسون.
كانت مارتن أول امرأة أمريكية تترشح لمجلس الشيوخ الأمريكي ممثلة ولاية نيفادا في عام 1918. ركزت حملات مارتن على إلقاء الضوء على الطريقة التي يمكن للمرأة أن تعمل بها لتكون أثرًا إيجابيًا في العالم السياسي. ركزت منصاتها على توفير ظروف عمل أفضل للرجال والنساء وتأميم الطرق والخدمات العامة التي نبذت المنادين بحق المرأة في الانتخاب. كتبت مارتن سلسلة من المقالات والكتابات بين حملتيها 1918 و 1920، تحث فيها النساء على تشكيل منظمات سياسية مستقلة. انتقلت مارتن إلى كارمل، كاليفورنيا في عام 1921، وتعافت من نوبة قلبية في عام 1930. حصلت في أربعينيات القرن الماضي على دكتوراه فخرية في القانون من جامعة نيفادا (1945)، وكتبت مقالتين للموسوعة البريطانية (جوزفين بتلر، طبعة 1944؛ العبودية البيضاء، طبعة 1948). توفيت مارتن في الكرمل عام 1951.

## روابط خارجية
- آن هنريتا مارتن على موقع الموسوعة البريطانية (الإنجليزية)